# Аи Борели (Лука)
Аи Борели (итал. Ai Borelli) је насеље у Италији у округу Лука, региону Тоскана.
Према процени из 2011. у насељу је живело 61 становника. Насеље се налази на надморској висини од 31 м.